# Мангуп
Эта статья об общей истории Мангупа. О столице княжества Феодоро см. Столица Феодоро.
Мангу́п (Мангу́п-Кале́; укр. Мангуп, крымскотат. Mangup, Мангуп) — средневековый город-крепость в Бахчисарайском районе Крыма. Первоначальное название — Дорос. Столица княжества Феодоро (Крымская Готия), затем турецкая крепость. Расположен на вершине горы-останца, возвышающейся над уровнем окрестных долин на 250 м, а над уровнем моря на 583 м и образующей плато площадью около 90 га. На территории крепости расположены два родника. В 1975 году на территории крепости создан одноимённый комплексный памятник природы общегосударственного значения.

## Природа

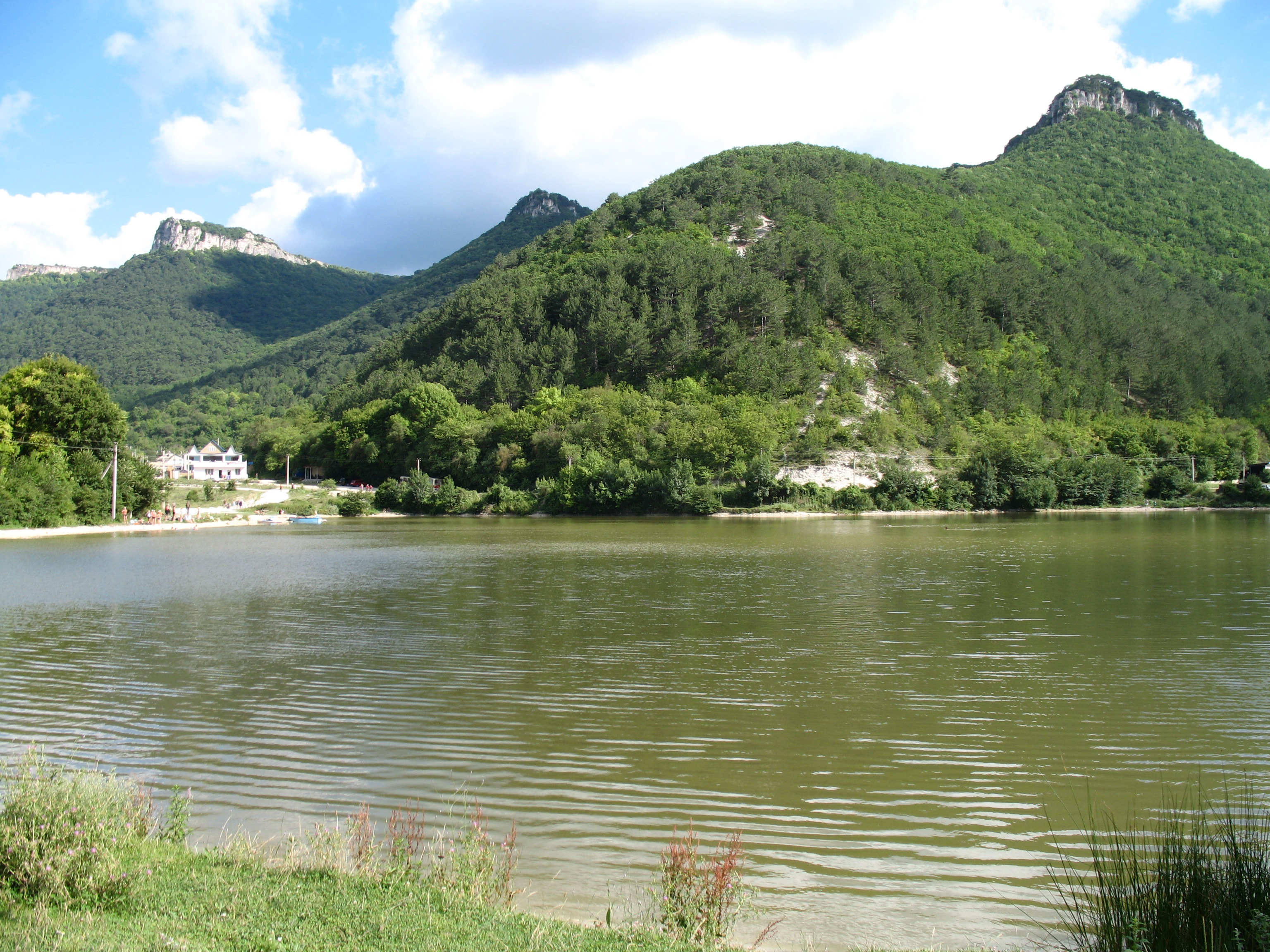
Мангупское Плато, вид от искусственного водоема у подножия

Мангуп-Кале расположен на плато горы-останца Баба-Даг, от тюркского крымскотат. baba — отец, dağ — гора (также встречался вариант Баба-Кая). Наибольшая высота составляет 583 м. Гора представляет собой отдельно стоящее возвышение, круто обрывающееся к югу. С северной стороны гора имеет четыре протяжённых выступа, называемых мысами. Самый западный выступ именуется Чамны́-буру́н (крымскотат. çamlı burun, диалектное произношение çamnı burun — мыс с соснами), второй с запада — Чуфу́т-Чеарга́н-Буру́н (крымскотат. çufut çağırğan burun — «мыс вызова евреев»), следующий — Элли́-буру́н (точный перевод не известен, существующие версии — «Ветреный мыс», «Греческий (эллинский) мыс») и, наконец, самый восточный — Тешкли́-буру́н (крымскотат. teşikli burun — «мыс с дыркой», получил своё название из-за сквозного грота, образовавшегося в результате обрушения искусственной пещеры, называемой Барабан-коба). Между мысами пролегают овраги, каждый из которых также имеет своё название: с запада на восток — Табана́-дере́ («Кожевенный овраг»), Гама́м-дере́ («Банный овраг») и Капу́-дере́ («Воротный овраг»).

## Пещерные сооружения Мангупа
Всего в городище Мангуп насчитывается, по одним данным, около 60 искусственных пещерных сооружений, из которых примерно половина (более 30) сосредоточены на мысе Тешкли-бурун, по другим данным таких более 100. Искусственные пещеры Мангупа принято подразделять по временным периодам: раннесредневековые (или период А) — вторая половина VI—VII век; период Б — X—XI — начало XV века; период В — вторая половина XIV—XVIII век. Пещеры XIV—XV веков, сооружённые в одно время, но относимые историками к разным периодам, разделяются ими по форме помещений и способам их вырубки, а также, по предназначению. Пещеры первого периода имели оборонительное назначение, второго — оборонительное и хозяйственное. Пещеры третьего периода, особенно его начала, часто расположены комплексами, среди них много культовых сооружений, включая несколько монастырей. Также в разные периоды пещерные сооружения отличались по внутренней форме: ранние оклуглые, практически без углов (в большинстве округлые) и с более грубой подтёской поверхностей, площадью от 3 м² до 11 м²; во второй период отделка становится более тщательной, но ещё без выраженных углов, потолки, в основном, плоские, реже — коробовый свод, размеры от 6 м² до 100 м². Пещеры периода В отличались прямоугольной формой с резко выраженными углами, плоским потолком и гладкой обработкой стен. Многие раннесредневековые пещеры впоследствии переделывались, некоторые неоднократно, иногда приспосабливаясь под другие нужды; также, после захвата крепости турками, поменялось назначение части помещений.

## Оборонительная система Мангупа
Крепостной ансамбль Мангупа представляет собой комплекс крепостных сооружений, построенных на плато горы-останца Баба-Даг в виде системы оборонительных стен и башен, подкреплённый естественными преградами в виде высоких скальных обрывов. В соответствии с господствовавшим в античную и средневековую эпохи принципом последовательной обороны крепостной ансамбль включал в себя три линии: главную крепостную стену («Главная линия», самая ранняя и сложная в строительном плане), «вторую линию» (ретраншемент, или тыловую позицию), и цитадель на мысе Тешкли-Бурун. Природная труднодоступность плато, в основном ограниченного скальными обрывами высотой до 70 м, была усилена стенами, перекрывающими проход во всех доступных местах.

## История
Современная периодизация истории Мангупа включает шесть основных этапов: позднеримский («докрепостной»), конца III — середины VI в., ранневизантийский (середины VI — конца VIII вв.), хазарский (конца VIII — середины IX вв), фемный (середины IX — середины XI вв.), феодоритский (XIV в. — 1475 г.) и османский (1475—1792 гг.),самым исследованным является город периода княжества Феодоро, при этом позднеримский, хазарский, фемный и османский периоды остаются менее изученными: это связано с тем, что абсолютное большинство имеющихся памятников относятся именно к феодоритской эпохе.
Эпизодические следы пребывания людей на плато отмечаются с эпохи энеолита — раннего бронзового века, но постоянное неукрепленное поселение готов (и, возможно, алан) в балке Гамам-дере, по мнению А. Г. Герцена и М. Б. Кизилова, возникает, предположительно, во второй половине III века. Археологические находки свидетельствуют о контактах жителей Мангупа с Римской империей и, позже, с Византией. Историки считают, что «докрепостной» период истории городища продолжался до первой половины VI века. И. Н. Храпунов выдвинул версию, что первыми жителями плато могло быть позднескифское население.

### Ранневизантийский период
Историю ранневизантийского периода Мангупа историки отсчитывают с перехода поселившихся в юго-западном Крыму готов в V веке в православное христианство византийского образца и привлечением их на службу империи в качестве федератов. А. А. Васильев считал, что уже в 488 году, в связи с гуннской опасностью, при императоре Зиноне, комит Диоген осуществлял восстановление тогда уже старых стен
С VI века начинается полноценное присутствие византийцев на Мангупе: под руководством имперских специалистов и по канонам византийской фортификации на плато возводится крепость, точное время строительства которой является предметом дискуссий. Исходя из того, что в трактате Прокопия Кесарийского «О постройках» прямо сказано, что в стране Дори Юстиниан I «не построил нигде ни города, ни крепости, так как эти люди (готы) не терпят быть заключенными в каких бы то ни было стенах», А. И. Айбабин делает вывод о строительстве византийской крепости на Мангупе послеюстиниановским временем (концом VI века или VII веком). Другие историки, опираясь на находку Р. X. Лепером в 1912 году в одном из захоронений при базилике фрагмента надписи с именем Юстиниана I, относят постройку византийская крепости (одновременно с которой сооружается Большая базилика) к концу правления императора Юстиниана I. Известно, что в 534 году гунны захватили Боспор, на что Юстиниан послал отряд подунайских готов, которые после изгнания захватчиков осели с семьями в Крыму — видимо, это событие можно считать началом полноценного присутствия Византии на Мангупе.
Начиная со второй половины VII века, как явствует из результатов раскопок городских и окрестных некрополей, наблюдается рост местной христианской общины. В церковной иерархии до конца VII века Крымская Готия входила в состав Херсонской епархии Константинопольского патриархата, а между 692 и 754 годом территория была выделена в самостоятельную церковно-административную единицу, вероятно, с центром на Мангупе-Доросе, где Большая базилика стала резиденцией епископа Готской епархии, тогда же, в VII веке в источниках впервые упоминается название «Дорас» (на Трулльском соборе присутствовал Георгий, «епископ Херсона и Дораса»). Тем не менее, в состав империи Готия не входила: тогдашнего главу города и области византийцы называли топархом (правителем, независимым от Византии), страну Дори — «архонтией» или «климатами». Находка моливдовула (вислая свинцовая печать) VII века логофета Дорофея говорит о взаимоотношениях местных властей и византийской администрации; по предположению А. Г. Герцена это было связано с экспортно-импортными операциями и взиманием соответствующих налогов. Этот период истории города закончился вторжением хазар в конце VIII века.

### Хазарский период
Хазарский период в истории Мангупа самый короткий: продолжался, по известным данным, менее века — порядка 60 лет, с конца VIII до середины IX века (также имеется версия, что уже в первой половине IX века хазарское население покинуло Крым. Также он считается одним из наименее изученных, ввиду как малого числа письменных источников, так и недостатка археологического материала: культурный слой того времени зачастую либо перекрыт поздними отложениями, а чаще переотложен, или полностью уничтожен. Начало хазарского периода историки отсчитывают с подавления антихазарского восстания и появления хазарского гарнизона в Доросе в 780-е годы. Видимо, из хазар на Мангупе присутствовали, в основном, военные и это не привело к заметным изменениям в этническом составе населения (из находок того периода — один «чамну-бурунский клад» медных монет), построек того времени пока неизвестно, при этом существует версия Н. И. Барминой, что более ранний храм, предшествовавший Большой базилике, был разрушен хазарами. Из произведения Константинопольского патриарха Никифора «Никифора патриарха константинопольского краткая история со времени после царствования Маврикия», рассказывающем о бегстве из Херсона в 704 году свергнутого Юстиниана II, к этому году Дорос уже контролировался хазарами
…Юстиниан — бежал оттуда и пробрался в крепость, так называемую Дорос (греч. Δόρος), расположенную в Готской области (греч. προς τἦ Γοτθιϰη ϰείμενο ν χώρα). И вот он попросил хазарского вождя (они их называют хаганами) принять его
Хазары за период своего недолгого владычества успели перестроить некоторые участки фортификационной системы, по мнению А. Г. Герцена — производили ремонт отдельных её участков.
По мнению А. А. Васильева захваченную хазарами «страну готов» в Византии стали называть Готией, а её правителя — господином (греч. κύριος) Готии или «правителем народа» (греч. έθνους ηγεμονίαν). По версии М. Б. Кизилова, Мангуп был независим от каганата, поскольку власть хазар в Крыму он полагает не абсолютной, а как некий кондоминиум (своего рода двоевластие) — в некоторых районах преобладала хазарская власть, в других — византийская; большинство историков полагает, что в хазарский период Дорос оставался центром Готской епархии.

### Фемный период
В 841 году Мангуп был включён в состав византийской фемы, а к концу века становится центром турмархата (мелкая военно-административная единица) «Готия» в составе Херсонской фемы, что археологически выразилось в резкой сменой находок предметов материальной культуры, в которой преобладают предметы византийского происхождения. В этот период (IX—X век) большая часть ранее обжитой территории плато оказалась заброшенной, а жизнь концентрировалась в примыкающей к мысу Тешкли-бурун части плато. Участки с культурным слоем IX—X века фиксируются, в основном, в верховьях балок Капу-дере и Гамам-дере, совпадая с жилыми кварталами ранневизантийского времени. При этом крепость поддерживалась в боевом состоянии: ремонтировались участки стен, частично разрушившиеся к тому времени: известна, например, «надпись Цулы-бега», посвящённая строительству стены в Табана-дере в 994—995 году
ср.-греч. Ἐκτίσθη ὁ τῦχος τ(οῦ)τος ὑπὸ ἡμερο͂ν τοποτηριτοῦ Τζουλα-βήγη, υ(ἱο)ῦ Πολέτα·ἔτος ͵ςφγ «Построена эта стена во дни местоблюстителя Цулы-бега, сына Полета, в 6503 году»
Точная датировка позволяет отнести к этим годам строительные работы в крепости и размещение византийского гарнизона во главе с топотиритом (комендантом крепости), Майко В. В. также связывает фортификационный работы с появлением гарнизона. Велось и культовое строительство: в X веке у восточного обрыва мыса Тешкли-Бурун были вырублены усыпальницы, рядом с которыми немного позже была сооружена пещерная церковь.
Археологические материалы фиксируют в этот период (середина IX—X вв.) значительное увеличение доли виноделия в экономике. Вероятно, тогда Мангуп становится крупным винодельческим центром (известно не менее 9 больших тарапанов), где из винограда, выращенного в окрестных долинах, изготавливалось вино, предназначенное, в основном, для вывоза в донские и приазовские районы Хазарского каганата. Историки предполагают, что в середине XI века произошло некое крупное событие в жизни крепости («до конца не ясная катастрофа природного или военного характера»): об этом свидетельствуют остатки жилых комплексов с бытовым инвентарем, погибших в пожаре, в результате которого закончился «фемный период» истории: жизнь в городе практически прекращается, не выявлен даже культурный слой этого времени и, исходя из крайней редкости археологических находок, предполагается почти полное отсутствие постоянного населения вплоть до конца XIII века.

### Период запустения
Историки предполагают, что в середине XI века произошло некое крупное событие в жизни крепости («до конца не ясная катастрофа») завершившее фемный этап, после которого жизнь в городе замирает — не выявлен ни культурный слой, ни памятники этого периода и, исходя из крайней редкости археологических находок, предполагается почти полное отсутствие постоянного населения вплоть до конца XIII века. Происходит гибель поселения, о которой свидетельствуют остатки жилых комплексов с бытовым инвентарем, погибших в пожаре. Существует версия, основанная на содержании труда хрониста Иоанна Скилицы, который сообщал, что зимой 1016 года император Василий II направил «в Хазарию» войска против архонта этой страны Георгия Цула, который в первом же сражении был захвачен в плен. Делается вывод, что Георгий Цула пытался отложиться от Византии и править Готией, как собственным княжеством, но сепаратистский мятеж был быстро подавлен, результатом чего город, разгромленный карательными войсками и утратив роль административного центра провинции, пришёл в запустение на три века — предполагается, что население перебралось на Эски-Кермен и Дорос навсегда исчезает из источников. В то же время религиозная жизнь на Мангупе в конце XII — начале XIII века, судя по эпиграфическим свидетельствам, не замирала: создаются новые монастыри (например, Северный монастырь основан в 1220-х годах), перестраиваются старые храмовые комплексы. Кое-какие политические связи климатов Крымской Готии, ранее зависимых от Византийской империи, с Трапезундской империей — главным образом, уплата населением податей — ещё поддерживались в 1204—1261 годах, а к XIV веку сохранились только церковные отношения. Известно, что в эти века Готская епархия в Юго-Западной Таврике продолжала существовать, но нахождение её центра на Мангупе пока не доказано. Витор Мыц, полемизируя с Герценом, приводит доводы о возможном продолжении некоей жизнедеятельности в городе в этот период.

### Феодоритский период
С середины XIV века до 1475 года город Мангуп был столицей поздневизантийского православного княжества Феодоро, контролировавшего Юго-Западный Крым. Именно с этой эпохи сохранились множественные искусственные пещеры, оборонительные стены, фундаменты базилик и руины цитадели на мысе Тешкли-бурун. После падения княжества, в османский период, фигурирует, только как Мангуп — центр Мангупского кадылыка Кефинского эялета) Османской империи. 

### Османский период
После падения крепости в 1475 году Мангуп был определён центром Мангупского кадылыка Кефинского эялета (провинции) Османской империи. Османы перестроили крепость, в ней разместился турецкий гарнизон. В начале XVI века османский гарнизон Мангупа состоял из 37 человек (к второй половине XVII века сократился до 15). Главным в крепости был диздар (осман. دزدار‎, комендант) имевший заместителя. Также в гарнизон входили два надзирателя городских ворот, двое пушкарей, имам, оружейный мастер и 29 солдат. Арсенал состоял из 25 малокалиберных орудий, только три из которых были в хорошем состоянии, 45 ружей, 20 из которых были в хорошем состоянии, одного мешка пороха, 29 луков, 7000 стрел, 12 панцирей, 14 шлемов и 30 щитов.
Согласно османским налоговым ведомостям (Джизйе дефтера Лива-и Кефе) 1520 года в городе, в пределах оборонительных стен, числилось шесть ремесленных кварталов, из них греческих 80 домохозяйств, 15 вдов, всего 460 человек (более половины населения города). Также существовал армянский квартал — 8 домохозяйств (в 1542 году — одно домохозяйство). В том же дефтере по именам приходских священников (papa) приведены названия шести греческих кварталов (mahale) с православным населением («неверующие» — тур. gebrān) Мангупа: «квартал отца Феодора» (mahale-i papa Todor), «квартал отца Алексея» (mahale-i papa Aleksi), «квартал отца Христодуло» (mahale-i papa Hristodulo), «квартал отца Георгия» (mahale-i papa Yorgi) и «квартал отца Василия». В дефтере 1542 года учтён уже только один квартал греков, в котором насчитывалось 25 домохозяйств, 6 холостяков и 3 вдовы (примерно 26 % от общего числа жителей). Alan W. Fisher на тот год приводит другие цифры: 13 домохозяйств, 6 холостяков, 3 вдовы, всего 77 человек. В 1578 году Мартин Броневский упоминает две «совершенно ничтожные» церкви Св. Константина и Св. Георгия, из которых действовала лишь первая. Эмиддио Дортелли Д’Асколи в 1634 году просто отмечает проживание в городе греков. Доминиканский монах Джиовани Лукка (в французском написании Жан де Люк), побывавший в Крыму в 1-й половине XVII века, сообщал о Мангупе
В нём хранятся все сокровища ханов; здесь же они укрываются во время какой нибудь смуты в государстве…
Известен факт, что хранившуюся в цитадели Мангупа ханскую казну в 1633 году удалось захватить запорожским казакам. В дефтере 1638 года учтён 41 дом, без числа жителей, а в дефтере 1649 года христианского населения на Мангупе уже нет, как и во всех более поздних письменных источниках. Эвлия Челеби в 1666 году писал, что в цитадели города жителей тогда не было, но была мечеть и она поддерживалась в боевом состоянии, а здания использовались, как арсенал. Вне цитадели путешественник описал на плато ещё 2 мечети и мусульманский квартал с маленькой баней, а «внизу»
…семь иудейских кварталов. И всего тысяча крытых черепицей злосчастных иудейских домов, поганых и грязных. А также восемьдесят соответствующих лавок. Все иудеи выделывают телячьи и козьи шкуры. В Крыму знаменита телячья кожа с Мангупа. Здесь есть всего две мясные лавки и одна буза-хане
Турецкий источник 1740 года сообщает о Мангупе, что это укрепленный город, примерно с 60 домами. Иоганн Тунманн в труде 1777 года «Крымское ханство» сообщал, что Мангуп представлял собой небольшое местечко из 50 домов, жителями которого были евреи (имеются в виду караимы) и лишь несколько татар.
После обретением ханством независимости по Кючук-Кайнарджийскому мирному договору 1774 года «повелительным актом» Шагин-Гирея 1775 года Мангуп был включён в Крымское ханство, как центр Мангупского кадылыка Бахчисарайского каймаканства.
В 1790 году Мангуп покинули последние обитатели — община караимов (см. Мангуп тюркюсы). В овраге «Табана-Дере» сохранились остатки караимского кладбища.

## История изучения
Первое описание Мангупа оставил Мартин Броневский в 1578 году в «Описании Татарии», упоминали Эмиддио Дортелли Д’Асколи в 1634 году и Боплан в 1639 году; в 1666 году, в характерном для него, красочно-преувеличенном стиле, описал Манкуп Эвлия Челеби. Довольно подробно руины Манкупа описали Пётр Паллас в 1793 году и И. М. Муравьев-Апостол в книге 1823 года, при этом приписывая образование пещер на Тешкли-Буруне ветровой зррозии, отметил К. Э. Келлер в своём «Донесении, представленное Императорской академии наук академиком Келлером о путешествии его в Крым в 1821 г». Первый подробный исторический и историографический обзор крепости составил Пётр Кеппен в работе «О древностях южнаго берега Крыма и гор Таврических» 1837 года, как историк и археолог изучал Мангуп Дюбуа де Монпере. Коротко, но с критикой некоторых выводов Муравьева-Апостола, упоминал Николай Мурзакевич в статье 1837 года «Поездка в Крым в 1836 году». И. С. Андриевский в очерке «Развалины Мангупа» 1839 года довольно подробно рассказывает о состоянии памятника, указывая на массовую разборку зданий и стен окрестными татарами на стройматериалы. Олимпиада Шишкина во второй части книги «Заметки и воспоминания русской путешественницы по России в 1845 г» делится впечатлениями о посещении развалин и пересказывает принятую в то время версию истории крепости. Василий Кондараки в статье «Мангуп-кале» 1868 года приводит «путеводительское» описание городища, примерно в том же стиле, с изложением истории Мангупа в духе того времени, рассказывается в книге А. Н. Попова «Вторая учебная экскурсия Симферопольской мужской гимназии…». Художественный очерк создал известный писатель Евгений Марков, также очерк-путеводитель, с изложением легенд о спрятанных в пещерах жителями Феодоро во время турецкой осады 1475 года сокровищах написал путешественник, член Крымского горного клуба, артиллерист Н. П. Никольский. Итоговой, завершающей «описательский» период изучений Мангупа, можно считать статью Бертье-Делагарда «Каламита и Феодоро», опубликованную в 1918 году. В сентябре 1853 года первые археологические раскопки провёл А. С. Уваров — от этого события принято вести научную историю изучения памятника.
Во второй половине XIX века Мангуп являлся частным землевладением.  На земских выборах 1875 года участвовал поручик Асан Ага Абдураманчиков, "владелец Мангупа".

## Археологические раскопки
- В 1938 году М. А. Тихановой при раскопках крещальни в базилике на городище Мангуп-Кале, которое отождествляется с поздневизантийским городом Феодоро, в вымостке пола было обнаружено несколько вторично использованных фрагментов резных аканфовых капителей и карниза. На верхней стороне одного из фрагментов карниза были найдены граффити на греческом и крымско-готском языках[69]
- 17 августа 2018 года на плато Мангуп в Бахчисарайском районе в ходе археологических раскопок впервые была обнаружена женская подвеска эллинистического типа с египетскими мотивами. Предположительно её датировку можно отнести к IV—III векам до н. э.[70]

С 1967 года планомерные ежегодные исследования на городище ведёт Мангупская археологическая экспедиция под руководством Е. В. Веймарна, которой с 1976 года руководит А. Г. Герцен. Параллельно раскопки велись Горно-крымской археологической экспедицией Уральского университета, после 1991 года вошедший в состав Мангупской.